# Dicosmoecus pallicornis
Dicosmoecus pallicornis är en nattsländeart som beskrevs av Banks 1943. Dicosmoecus pallicornis ingår i släktet Dicosmoecus och familjen husmasknattsländor. Inga underarter finns listade i Catalogue of Life.